# Муссомели
Муссомели (итал. Mussomeli) — коммуна в Италии, располагается в регионе Сицилия, подчиняется административному центру Кальтаниссетта.
Население составляет 10 556 человек (2018 год), плотность населения составляет 64 чел./км². Занимает площадь 164 км². Почтовый индекс — 93014. Телефонный код — 0934.
Покровительницей коммуны почитается Пресвятая Богородица (итал. Madonna dei Miracoli), празднование 8 сентября.